# Mòdul multixip

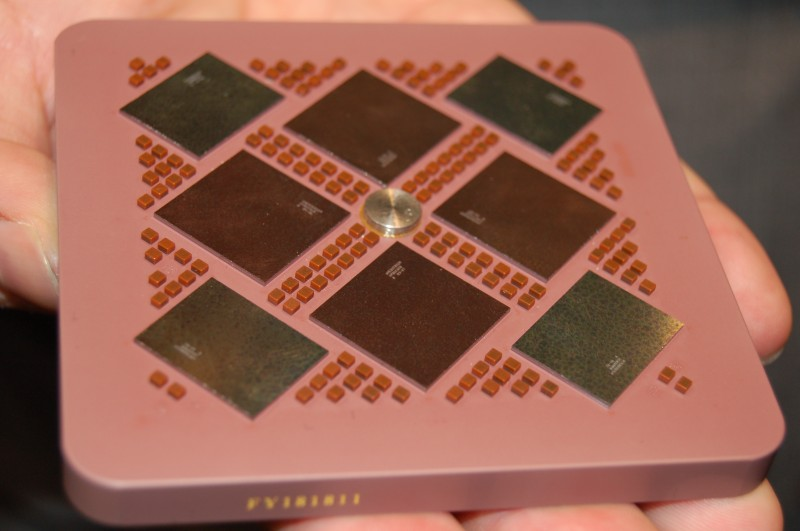
Un mòdul multixip de ceràmica que conté quatre matrius de processador POWER5 (centre) i quatre matrius de 36 MB de memòria cau L3 (perifèria)

Un mòdul multixip (amb acrònim anglès MCM) és genèricament un conjunt electrònic (com un encapsulat amb una sèrie de terminals conductors o "pins") on hi ha múltiples circuits integrats (IC o "xips"), matrius de semiconductors i/o altres components discrets integrats, generalment sobre un substrat unificador, de manera que es pot tractar com si fos un IC més gran. Altres termes per als envasos MCM inclouen "integració heterogènia" o "circuit integrat híbrid". L'avantatge d'utilitzar embalatges MCM és que permet a un fabricant utilitzar diversos components per a la modularitat i/o millorar els rendiments en comparació amb un enfocament monolític d'IC convencional.
Els mòduls multixip tenen una varietat de formes en funció de la complexitat i les filosofies de desenvolupament dels seus dissenyadors. Aquests poden anar des de l'ús de circuits integrats preempaquetats en una petita placa de circuit imprès (PCB) destinada a imitar la petjada (footprint) de l'encapsulat d'un xip existent fins a encapsulats de xips totalment personalitzats que integren moltes matrius de xip en un substrat d'interconnexió d'alta densitat (HDI). El substrat MCM muntat final es pot fer d'una de les maneres següents:
- El substrat és una placa de circuit imprès (PCB) laminat de múltiples capes, com les que s'utilitzen en els processadors Zen 2 d'AMD.
- El substrat està construït amb ceràmica, com ara ceràmica cococida a baixa temperatura.
- Els circuits integrats es dipositen al substrat base mitjançant la tecnologia Thin Film.